# オープンウォータースイミング

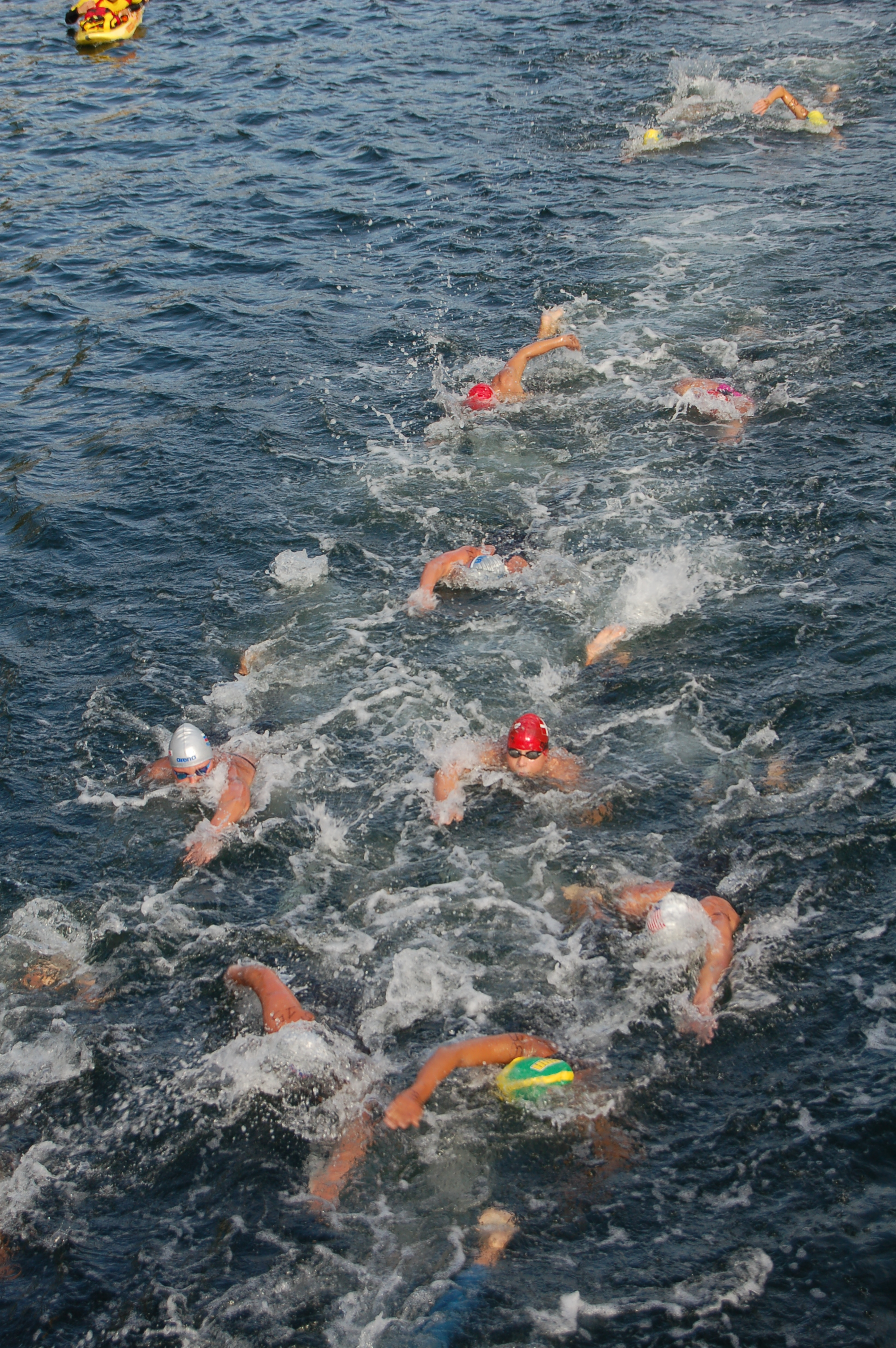
オープンウォータースイミング

オープンウォータースイミング（英語: open water swimming）は、川、湖、海または水路など、自然の水域で行われる長距離の水泳競技である。OWSと略される。
10kmの競技を特にマラソンスイミングと呼び、オリンピックの競技種目としてはこちらを使う。
世界や日本の有力選手には競泳の経験者も多いが、プールでの競泳競技と違い、速く泳ぐ技術だけでなく、天候（水温・気温・風向・潮流等）、潮汐、海洋生物との接触（主にクラゲ）、選手同士の接触（時には衝突）、途中給水の成否など、競技中は外部から様々な影響を受けるため、危機管理も含め自然の中で泳ぐ経験や知識も必要となる。
日本各地で、5月から10月にかけて、一般向けの大会が開催されている。OWSは、2008年北京オリンピックより、10kmの競技が夏季オリンピック正式競技となった。また、2016年の希望郷いわて国体より、5km競技が国体の正式種目となった。

## 呼称
オープンウォータースイミングは、日本では臨海学校などで古くから行われてきた遠泳と比べ、自然環境のもとで行なわれる点で似ているが、オープンウォータースイミングは競技規則に則り行われる競泳である点で遠泳とは異なる。（遠泳も参照）。
このほかオーシャンスイミングやラフウォータースイミングなどの呼称を使っている大会や団体もあるが定着にはいたっていない。

## 歴史
1980年代、国際水泳連盟（現：世界水泳連盟）がオープンウォーターにおけるオーストラリアの水泳大会を基礎に競技規則を作成、整理して誕生した競技である。以降、ヨーロッパやアメリカ、オセアニア地域でさまざまな競技会が開催されるにいたった。日本では1995年8月6日に静岡県熱海市で国内初のオープンウォータースイミングと銘打った大会が開かれ180人の一般の水泳愛好者が参加し、現在も「熱海OWS」として一般社団法人日本国際オープンウォータースイミング協会に引き継がれ毎年7月初旬の日曜日に開催されている（2010年で第16回を数える）。翌年の1996年8月10日には本格的な競技大会として福岡国際オープンウォータースイミング競技大会が福岡市の大原海水浴場で開催された。この競技会を国内初のオープンウォータースイミング競技大会としている教本もある。
21世紀に入り、競泳の長距離選手がトレーニングの一環としてオープンウォータースイミングに取り組むケースが増加した。このような選手を競泳とオープンウォータースイミングの2種目の泳者という意味で、デュアル・スイマーと呼んでいる。デュアル・スイマーの登場はオープンウォータースイミングの5km・10km種目の高速化につながった。
国内では、2012年ロンドン五輪で貴田裕美・平井康翔が初めて日本代表に選出された。

## 種目
世界水泳連盟の競技規則では、男女ともに5km、10kmの個人競技と、4×1.5kmの混合リレー（男子2名＋女子2名）がある。すべての競技は自由形（フリースタイル）で行われる。
オリンピックでは10kmのみが行われ、競技名として「マラソンスイミング」が使われる。10kmの競技時間は陸上のマラソンに近い2時間程度で、途中給水が行われるなどの類似点がある。
2024年7月1日から有効な新しい世界水泳連盟の競技規則でノックアウトスプリント種目が加わった。3kmノックアウトスプリントは、男女別にラウンド1・2・3と勝ち上がって順位を決める種目で、ラウンド1は1500mで上位10名がラウンド2に進み、ラウンド2は1000mで上位10名がラウンド3に進む。ラウンド3(決勝)は500m。
世界水泳選手権では男女5km、10kmと、混合4×1.5kmリレーが行われる。2025年の世界水泳選手権では男女の3kmノックアウトスプリントも実施される。
日本選手権では男女5km、10kmが行われる。
日本学生選手権では男女5km、10kmと、男女の4×1.5kmリレーが行われる。
国民スポーツ大会では男女5kmが行われる。
市民レースでは大半が5km以下であり、10kmが開催されるのは湘南オープンウォータースイミングなど数少ない。

## 競技条件と服装
スイマーは、承認済みの水着、ゴーグル、最大2枚のキャップ、ノーズクリップ、耳栓を使用できる。いずれも、2010年から世界水泳連盟（旧：国際水泳連盟）が施行している水着規則で承認されたものを用いなければならないが競泳の水着規定とは異なる。
スピード、持久力または浮力の補助となる可能性のあるデバイスを使用または着用することはできない。水温によってウェットスーツの着用に関する規定がある。
- 水着
  - 競泳の水着規定とは異なる。（競泳の規定を満たす水着はOWSでも使用できる）
  - ワンピースまたはツーピースの水着を１枚だけ着用できる。男女とも首を覆ったり、肩を超えたり、足首を超えてはならない[注 1]。
  - 水温20℃以上の競技ではウェットスーツの着用は不可。
  - 水温20℃未満の競技では男女ともウェットスーツの着用が可能。18℃未満の場合ウェットスーツを着用しなければならない。
  - ウェットスーツは胴体、背中、肩、膝を完全に覆うもので首、手首、足首を超えてはならない。
  - 競技が実施できる水温は16℃以上31℃以下と規定されている。
- ゴーグル
- キャップ（水泳帽）
  - リレーチームは全員、同じ色とスタイルのキャップを着用する。

水着が擦れて皮膚が傷むことがあるため、競技前にワセリンやラノリンの軟膏を使用できる。また、日焼けを防ぐための日焼け止めも使用できる。
競技前に両手の甲と両腕（上腕）と背中上部に選手番号をマーキングし、計時用のマイクロチップトランスポンダーが貸与され両手首に装着する。

## 競技会場・施設設備
スタートは水中からスタートする場合と、全員が一列に並ぶことができる固定された台からスタートする場合がある。コース上のすべての場所が水深1.4m以上でなければならず、海水・淡水・汽水のいずれでも良い。遠方からでも視認できる巨大なブイを設置してコースを示す。
フィニッシュへのアプローチはガイドロープなどで示され徐々に狭くなるように明示される。フィニッシュ地点は幅5m以上で、垂直面で明示され、頭上にタッチ板（競泳競技と同じ物）とビデオカメラが備えられる。
選手伴走船が準備される場合がある。
給水用桟橋から長さ5m以内の給水用竿で競技者に飲食物を渡すことができる（投げてはならない）。

## 競技会
世界選手権では1991年のパース大会から、夏季オリンピックでは2008年の北京大会以降、正式競技となった。ワールドシリーズやワールドカップもある。2006年からはパンパシフィック選手権でも正式競技種目の一つとなった。アジア競技大会では2022年大会で採用される見込みで、それまではアジアビーチゲームズで競技種目の一つとして行われていた。
日本国内では、日本水泳連盟の主催で、エリートレースの日本選手権水泳競技大会オープンウォータースイミング競技が千葉県館山市で行われている。年齢別・距離別競技会としてＯＷＳオーシャンズカップが同市を舞台に行われ、2023年からは日本学生選手権水泳競技大会オープンウォータースイミング競技も同市を舞台に始まった。館山市は国内におけるOWSのメッカになりつつある。
国民スポーツ大会の実施種目でもある。
また、5月から10月にかけて各地で一般の選手が参加できる大会が開催されている。
| 大会名                                        | 都道府県 | 開催月 | 距離                | 制限時間                  | 定員                          | 備考 |
| --------------------------------------------- | -------- | ------ | ------------------- | ------------------------- | ----------------------------- | ---- |
| 真鶴町・岩海岸オープンウォータースイム（5月） | 神奈川   | 5月    | 0.4km 0.8km         | 15分 30分                 | 200人                         |      |
| 南紀田辺・扇ヶ浜オープンウォータースイミング  | 和歌山   | 6月    | 0.5km×4人 1.5km 4km |                           | 100人（25チーム） 100人 150人 |      |
| 中海OWS                                       | 鳥取     | 6月    | 3km                 | 2時間                     | 200人                         |      |
| 葉山オープンウォータースイム                  | 神奈川   | 7月    | 1.5km 3km 4.5km     | 45分                      | 400人                         |      |
| 屋久島OWS                                     | 鹿児島   | 7月    | 1km 2.5km 5km       |                           | 150人 100人                   |      |
| 真鶴町・岩海岸オープンウォータースイム（7月） | 神奈川   | 7月    | 0.4km 1.5km 3km     | 15分 1時間 2時間          | 1000人                        |      |
| 新島オープンウォータースイミング              | 東京     | 7月    | 1.5km 3km 4.5km     | 1時間 2時間 3時間         | 100人                         |      |
| ラフウォータースイム・イン・鎌倉              | 神奈川   | 7月    | 0.8km 1.5km 3km     | 1時間 2時間               | 250人                         |      |
| 熱海ジャパングランプリ                        | 静岡     | 7月    | 0.5km 1km 3.2km     | 20分 40分 1時間30分       |                               |      |
| 館山OWS                                       | 千葉     | 7月    | 1km 3km 5km         | 40分 1時間20分 2時間30分  | 350人 250人 150人             |      |
| 佐渡OWS                                       | 新潟     | 8月    | 1km 2km 5km         | 1時間 1時間30分 2時間30分 | 200人 50人                    |      |
| 釜石OWS                                       | 岩手     | 8月    | 500ｍ 1km 3km 5km   | 25分 40分 2時間 2時間30分 | 50人 100人                    |      |
| 四万十川水泳マラソン大会                      | 高知     | 8月    | 3.5km 5km           |                           | 450人                         |      |
| ひめじ家島OWS                                 | 兵庫     | 8月    | 1km 3.2km           | 25分 1時間40分            | 150人 450人                   |      |
| 三浦遠泳大会                                  | 神奈川   | 8月    | 4km                 | 2時間30分                 | 900人                         |      |
| 湘南OWS                                       | 神奈川   | 9月    | 2.5km 10km          | 1時間30分 3時間30分       | 1000人 450人                  |      |
| せとうちOWS                                   | 岡山     | 9月    | 0.5km 1km 2km 3km   | 1時間 1時間30分           | 60人 150人 100人              |      |
| とくしま宍喰オープンウォータースイム          | 徳島     | 10月   | 1.5km 3km           | 40分 1時間30分            | 120人                         |      |

## OWS検定
日本水泳連盟がOWS検定を行っている。1〜5級まである。それぞれ出場種目の目安として、10km以下、5km以下、3km以下、1.5km以下、1km以下が推奨されている。色々なテスト項目があるが、1級の場合、1500m自由形を22分30秒以内で泳げて、400m個人メドレーを完泳できる必要がある。